# Kär men inte helt galen
Kär men inte helt galen var en konsertturné genomförd av Lotta Engberg med band under perioden 19 februari-7 maj 2005, i samband med visalbumet "Kvinna och man", som Lotta Engberg spelade in tillsammans med Jarl Carlsson. Konserten hade kärlekstema, och Lotta Engberg talade bland annat om sina egna funderingar kring kärlek. Även Jarl Carlsson medverkade. Körsångare rekryterades på varje ort, istället för att samma körsångare reste runt med buss.
Konserterna avslutades med ett medley av melodier som Lotta Engberg sedan längre tillbaka i tiden ofta förknippas med.

## Turnéplan
- 19 februari 2005: Pite havsbad
- 20 februari 2005: Umeå, Idunteatern
- 24 februari 2005: Växjö konserthus
- 25 februari 2005: Vara konserthus
- 26 februari 2005: Louis de Geer, Norrköping
- 4 mars 2005: Teatern, Halmstad
- 5 mars 2005: Sommarlust, Kristianstad
- 10 mars 2005: Culturum, Nyköping
- 11 mars 2005: Kristinesalen, Falun
- 17 mars 2005: Åhaga, Borås
- 18 mars 2005: CCC, Karlstad
- 23 mars 2005: Grängesberg
- 25 mars 2005: Örebro Konserthus
- 26 mars 2005: Uppsala, Universitetsaulan
- 27 mars 2005: Gävle Konserthus
- 7 maj 2005: Lycksele

## Medverkande
- Da Capo - Karlstad
- Falu Kvartettsångare - Falun

## Låtar
- All You Need is Love
- Det vackraste
- Där björkarna susa
- I folkviseton
- Sida vid sida
- Hooked on a Feeling
- I Swear (I dag)
- Juliette & Jonathan
- Kär och galen
- Min älskling du är som en ros
- True Love
- Vackra flickor
- Vem é dé du vill ha